# Тишанка (Белгородская область)
Тишанка — село в Волоконовском районе Белгородской области России. Административный центр Тишанского сельского поселения.

## География
Село расположено в юго-восточной части Белгородской области, на реке Волчьей, при впадении реки Плотвы (бассейн Северского Донца), близ границы с Украиной, в 24,7 км по прямой к западо-юго-западу от районного центра Волоконовки.

## Исторический очерк
Хутор Тишанка был основан около 1790 года.
В первые годы XIX века это был небольшой скотоводческий хутор помещиков Голицыных. Переведенное сюда из слободы Велико-Михайловка крепостное население (около сорока дворов), обслуживающее огромное скотоводческое хозяйство землевладельцев, не теряло связи с прежними местами своего жительства. И само это хозяйство являлось частью основного имения Голицыных в Новооскольском уезде.
Голицыны совместно с жителями села в 1868 году строят деревянный Свято-Никольский храм. В то время территория Белгородской области имела лесистость около 80% и дерево (а именно «морёный дуб», тто есть дуб особым образом вымоченный в воде, что предотвращало его порчу), использовалось для нужд русского флота.
Овцеводческое хозяйство при хуторе Тишанка вскоре потребовало расширения (сбыт шерсти за границу давал помещикам большие доходы), поэтому возникло еще два хутора — Старый и Новый. Тишанка становится селом и во время VII ревизии (1815 год) вместе с хуторами Старым и Новым принадлежит генерал-майору А. Б. Голицыну.
По крепостной реформе 1861 года тишанцы получили за выкуп обычную минимальную норму земли, в общей сложности 720 десятин. Хлебом тишанцы не были богаты: от его продажи они получали всего 1% своих денежных доходов. Между тем деньги требовались на подати, налоги, выкупные платежи, на аренду земли и на хозяйственные нужды. Оплата же труда была ничтожной: в некоторые годы женщины на тяжелых полевых работах получали по 15 копеек в день.
В 1874 году тишанцы добились открытия земской школы, но до самого 1900 года она не имела специально построенного для занятий здания. Притом долгое время здесь держалось мнение, что для женщин грамота совсем не нужна.
В 1890 году во всех тишанских хуторах грамотных и учащихся мужчин было 140, а женщин - 6.
В 1930-е годы храм в селе был закрыт.
В годы Великой Отечественной войны, а именно 6 июля 1942 года территория села была оккупирована немецкими войсками, вплоть до 3 февраля 1943 года, когда село было освобождено.
11 октября 2007 года в селе Тишанке Волоконовского района открылся восстановленный Свято-Никольский храм.

## Население
В 1815 году в селе Тишанке числилось 53 двора и 320 душ населения.
| 1859 | 1897 | 2002 | 2010 |
| ---- | ---- | ---- | ---- |
| 402  | ↗732 | ↘518 | ↘467 |